# Ракотинци
Ракотинци (на македонска литературна норма: Ракотинци) е село в община Сопище, Северна Македония.

## География
Разположено е в областта Кършияка в южното подножие на планината Водно.

## История
В XIX век Ракотинци е село в Скопска каза на Османската империя. В 1875 година отец Йоаникий основава екзархийския манастир „Свети Илия“. Според статистиката на Васил Кънчов („Македония. Етнография и статистика“) от 1900 година Ракотинци е населявано от 260 жители българи християни.
Цялото население на селото е под върховенството на Българската екзархия. По данни на секретаря на екзархията Димитър Мишев („La Macédoine et sa Population Chrétienne“) в 1905 година в Ракотинци има 280 българи екзархисти и в селото работи българско училище.
След Междусъюзническата война в 1913 година селото попада в Сърбия.
На етническата си карта от 1927 година Леонард Шулце Йена показва Ракотинце (Rakotince) като българско село.
На етническата си карта на Северозападна Македония в 1929 година Афанасий Селишчев отбелязва Ракотинце като българско село. Според Георги Трайчев в 1933 година Ракотинци „брои 90 чисто български къщи“.
По време на българското управление във Вардарска Македония в годините на Втората световна война, Александър Димитров Черногорски от Скопие е български кмет на Ракотинци от 10 септември 1941 година до 8 ноември 1943 година. След това кмет е Йордан Спиров Дуков от Ърбеле (8 ноември 1943 - 28 април 1944).
Според преброяването от 2002 година селото има 390 жители – 389 северномакедонци и 1 сърбин.

## Личности
Родени в Ракотинци
- Стойче Кръстевски (р.1966), политик от Северна Македония, депутат от ВМРО-ДПМНЕ

Починали в Ракотинци
- Йоаникий Ракотински (1839 – 1940), български духовник, обявен за светец от Македонската православна църква